# Władysław Papużyński
Władysław Papużyński (ur. 15 kwietnia 1930 w Twerdyniach k. Horochowa w województwie wołyńskim, zm. 19 kwietnia 2016) – polski rolnik, działacz związkowy, senator I kadencji.

## Życiorys
W 1940 został z rodziną zesłany na Syberię, w 1946 osiedlił się w Polsce. Ukończył liceum ogólnokształcące i roczną Oficerską Szkołę Polityczną w Łodzi. Pracował na różnych stanowiskach w Miejskim Przedsiębiorstwie Remontowo-Budowlanym w Głogowie i w Samopomocy Chłopskiej. W latach 50. był radnym Powiatowej Rady Narodowej w Nowym Dworze Gdańskim. Od 1957 do 1989 prowadził własne gospodarstwo rolne w Brzostowie.
W 1981 zaangażował się w działalność „Solidarności” Rolników Indywidualnych, był przedstawicielem województwa legnickiego we władzach centralnych związku i przewodniczącym regionu. Po wprowadzeniu stanu wojennego przez około dwa miesiące pozostawał w ukryciu, później kontynuował działalność opozycyjną, organizując pomoc dla represjonowanych, kolportując i wydając pisma niezależne. W 1989 brał udział w reaktywowaniu związku, ponownie stanął na czele władz wojewódzkich.
W latach 1989–1991 z ramienia Komitetu Obywatelskiego sprawował mandat senatora, reprezentując województwo legnickie. W Senacie był członkiem Komisji Rolnictwa. Wycofał się następnie z działalności publicznej, w 1992 przeszedł na emeryturę.
Pochowany na starym cmentarzu przy ulicy Legnickiej w Głogowie.